# هارولد كوفنغتون
هارولد كوفنغتون (بالإنجليزية: Harold Covington)‏ (14 سبتمبر 1953، برلنغتون في الولايات المتحدة - 21 يوليو 2018، بريميرتون في الولايات المتحدة)؛ روائي أمريكي.